# 切诺基大坝
切诺基大坝（英語：Cherokee Dam）位于美国东南部的田纳西州格兰格县和杰杰斐逊县境内，属水力发电大坝。大坝建于1940年代初期，坝高175英尺，坝内水库面积28780英亩，由田纳西河谷管理局负责运营维护。该大坝的建造目的是应对第二次世界大战时出现的能源危机。大坝的发电装机容量为135,200千瓦。
切诺基大坝以一个美洲部落名称命名。1700年代中期，第一批欧洲移民到来时，这个部落控制着田纳西州东部的大部分地区。

## 概况

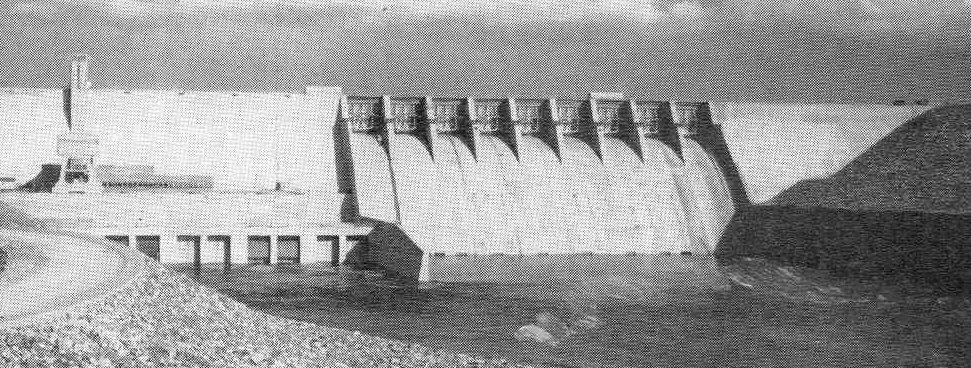
1940年代的切诺基大坝

横跨的河流：休斯顿河
坝体所围成的水库：切诺基水库
所在区域：美国田纳西州
维护管理：田纳西河谷管理局
长度：6760英尺
坝高：175英尺
始建：1940年8月1日
建成：1941年12月5日